# Molnár Sándor Pál
Molnár Sándor Pál (Gerse, 1824. január 16. – ?) Szent Benedek-rendi szerzetes, római katolikus plébános.

## Életútja
1840. szeptember 15-én belépett a Szent Benedek-rendbe, majd 1841. október 28-án kilépett. 1848. december 7-én szentelték pappá. 1848-49-ben nevelő volt Csákányban, 1850-ben segédlelkész Rábaszentmihályon, 1854-ben Kemenesmihályfán, 1856-ben Körmenden, 1860-ban Szombathelyen; 1863-ban Sárvárott; 1865-től pedig plébános volt Csényén (Vas megye).
Cikkei az Idők Tanujában (1860. 134. sz. A pápaság és ostromlói, 147. Van-e becsületesség vallás nélkül? 178. sz. A nemzetek biztos fejlődéséről és biztos alapjairól); a Kath. Lelkipásztorba is írt (1860 és 1867).